# 第9號鋼琴奏鳴曲 (貝多芬)
E大調第9號鋼琴奏鳴曲，作品14之1，是貝多芬的鋼琴奏鳴曲，於1798年間創作，1799年12月與《第10號奏鳴曲》一併於維也納出版，作品是題獻給他的一位贊助人約瑟花·布勞恩男爵夫人（Josefa von Braun），約瑟花的丈夫在維也納的宮廷劇院中擔任主管，夫婦兩人對貝多芬的工作給予場地上和金錢上的支持，亦因為此，貝多芬開始嘗試創作較大規模的管絃樂作品。後來他的《第1號交響曲》也是在男爵的劇院內作首演。
相比他的《悲愴奏鳴曲》，本曲與第10號相對地都是比較短小、精緻而帶開朗氣息的作品。其中，本曲具有十分強烈的旋律性。全曲演奏時間連重覆約為13-14分鐘。
1801年，貝多芬把此曲改編為絃樂四重奏的版本（作品編號Hess34），調性則改為F大調。

## 樂曲結構
本奏鳴曲共有三個樂章，分別是：
- 第一樂章：快板（Allegro）
- 第二樂章：小快版（Allegretto）
- 第三樂章：迴旋曲，從容的快板（Rondo, Allegro comodo）

## 樂曲分析

### 第一樂章
採用典型的奏鳴曲式寫成的樂章。

### 第二樂章
小步舞曲風格的樂章，設有中段的三段體曲式連同小結尾。

## 外部連結
- 波恩貝多芬之家有關《第9號》及《第10號鋼琴奏鳴曲》資料（德文）
- 希夫·安德拉斯談論貝多芬的《第9號鋼琴奏鳴曲》 （页面存档备份，存于）
- 貝多芬《第9號鋼琴奏鳴曲》（及其絃樂四重奏版本）：国际乐谱典藏计划上的乐谱
- 贝多芬《第9号钢琴奏鸣曲》创作历程的介绍及对音乐内容的评论（英文）
- 帕福利·江珀潘恩（Paavali Jumppanen）於伊莎貝拉嘉納藝術博物館內的演奏版本